# Филла, Эмиль
Эмиль Фи́лла (чеш. Emil Filla; 3 апреля 1882[…], Хропине[…] — 6 октября 1953[…], Прага[…]) — чешский художник, график и скульптор, один из крупнейших представителей чешского кубизма.

## Биография
Филла изучал живопись в Пражской академии изобразительных искусств в 1903—1906 годах. С 1911 года в своём творчестве обращается к кубизму. Вместе с такими чешскими художниками, как Винценц Бенеш, Отто Гутфройнд, Павел Янак и Антонин Прохазка, Эмиль Филла участвовал в 1913 году в Первом германском осеннем салоне в Берлине.
В работах конца 1910-х — начала 1920-х годов чётко прослеживается соединение тенденций кубизма и немецкого экспрессионизма (например, натюрморт «Корзина фруктов», 1916—1917, Прага, Национальная галерея). В то же время Филла как художник находился под сильным влиянием творчества Пабло Пикассо, которое сказывалось и в более позднее время, даже тогда, когда Филла перенял экспрессионистскую подачу формы на своих картинах (смотри «Женщина после купания», 1930, Прага, Национальная галерея).
Во время Второй мировой войны был заключен в концентрационные лагеря Дахау и Бухенвальд. После войны читал лекции в Пражской академии изобразительных искусств.